# La esperanza debida
La esperanza debida es la octava canción del tercer álbum Lo que te conté mientras te hacías la dormida, del grupo español La Oreja de Van Gogh, compuesta por Amaia Montero, Xabier San Martín y Pablo Benegas. La música, asimismo, fue hecha por Amaia Montero y Xabi San Martín.

## Acerca de la canción
La canción habla sobre una chica que una noche decide emprender un viaje en busca de su amado (como dice la canción: "espero llegar a un viaje sin destino", "a las estrellas pido volverte a encontrar"), el cual hace tiempo que no ve. Su mayor deseo es volverle a cantar, puesto que es lo que más quiere en el mundo ("donde estés te cantaré sólo a ti"). Asimismo, afirma que lo único que tiene en este mundo son los recuerdos de él, cuando estaban juntos ("no tengo más abrigo que los años contigo"). El trasfondo de la canción hace referencia a los temas de la inmigración y la guerra.
La canción es muy similar a otras canciones del mismo álbum Lo que te conté mientras te hacías la dormida, como Historia de un sueño, Tú y yo o Perdóname. Domina el estilo dulce dado principalmente por la voz de Amaia.